# تيوفيلو كاستيلو
تيوفيلو كاستيلو (بالإسبانية: Teófilo Castillo Guas)‏ هو رسام ومصور بيروفي، ولد في 1857 في Carhuaz ‏ في بيرو، وتوفي في 1922 في توكومان في الأرجنتين.

## وصلات خارجية
- تيوفيلو كاستيلو على موقع الموسوعة البريطانية (الإنجليزية)